# Heidi Swedberg
Heidi Swedberg (Honolulu, 3 maart 1966) is een Amerikaanse actrice.

## Biografie
Swedberg werd geboren in Honolulu en groeide op in New Mexico. Zij doorliep de high school aan de Sandia High School in Albuquerque waar zij in 1984 haar diploma haalde. 
Swedberg begon in 1989 met acteren in de televisieserie Matlock. Hierna speelde zij nog meerdere rollen in televisieseries en films, het meest bekend is zij van haar rol als Susan Ross in de televisieserie Seinfeld waar zij in 28 afleveringen speelde.
Swedberg is in 1994 getrouwd en heeft twee dochters. 

## Filmografie

### Films
- 2003 Moving Alan – als vrouwelijke ranger
- 2002 Dragonfly – als verpleegster chirurgie
- 2000 75 Degrees in July - als Kay Colburn
- 1999 Galaxy Quest – als moeder van Brandon
- 1999 Evolution's Child – als Elaine Cordell
- 1998 Denise the Menace Strikes Again! – als Alice Mitchell
- 1997 Breast Men – als Eileen
- 1997 The Ticket – als Rita
- 1996 the Cold Equations – als lid van bestuur
- 1996 Up Close & Personal – als Sheila
- 1994 Father and Scout – als Donna Paley
- 1991 Hot Shots! – als Mary Thompson
- 1990 Kindergarten Cop – als moeder van Joshua
- 1990 Welcome Home, Roxy Carmichael – als Andrea Stein
- 1990 Too Much Sun – als zuster Agnes
- 1989 In Country – als Dawn

### Televisieseries
Uitgezonderd eenmalige gastrollen.
- 2002 ER – als Robin Turner – 2 afl.
- 2001 Roswell High – als Meredith Dupree – 2 afl.
- 1992-1997 Seinfeld – als Susan Ross – 28 afl.
- 1994 Grace Under Fire – als Ramona – 2 afl.
- 1992-1993 Roc – als Helen – 2 afl.
- 1992 Sisters – als Jill Parkins – 2 afl.
- 1991-1992 Brooklyn Bridge – als Miss McCullough – 2 afl.

- Library of Congress Control Number: no2014003519
- MusicBrainz: d54e38b7-e59c-4151-8db2-69c141444c04
- Virtual International Authority File: 308181001
- WorldCat: E39PBJdCqCyvHdtYWpVVRfyGHC